# Hofvijver
Hofvijver (nizozemska izgovorjava: [ˈɦɔfɛivər], v dobesednem prevodu »Dvorni ribnik«) je jezero v središču Haaga na Nizozemskem. Na vzhodu ga omejuje Korte Vijverberg (cesta), na jugu Binnenhof in Mauritshuis, na zahodu Buitenhof in na severu Lange Vijverberg (cesta). Na sredini je majhen otok z rastlinami in drevesi, ki nima imena, običajno ga imenujejo "otok v Vijverbergu".  

## Zgodovina
Izraz ribnik je pravzaprav napačen, saj Hofvijver izvira iz naravnega jezera sipin, ki ga napaja Haagse Beek (Haški potok, prvotno Dunecreek) in danes presahli Bosbeek (gozdni potok) iz Haagse Bos (Haaškega gozda). Haagse Beek še vedno napaja Hofvijver in tako je ribnik neposredno povezan s sipinami v Kijkduinu.
V tem sipinskem jezeru je bil otok (ne sedanji otok v Hofvijverju), na katerem je Wiljem II. leta 1248 zgradil svojo palačo. Drugi viri pravijo, da je zgradil svojo palačo ob ribniku in okoli nje ustvaril jarek. Mesto Haag je leta 1948 praznovalo 700 let obstoja, kar kaže, da samo mesto temelji na gradnji palače Wiljema II. leta 1248.
Za pravokotno obliko se je grof Albert odločil v 14. stoletju. V 17. stoletju so zgradili pomole, v 19. stoletju pa so ribnik podaljšali. Do okoli leta 1800 je bil Binnenhof še vedno obdan z jarkom in je bil dostopen le po mostovih.
Otok v Vijverbergu, kot je znan v svoji sedanji obliki, je nastal šele pred približno 300 leti. Kako in zakaj je nastal, ni znano. V središču otoka stoji drog za zastavo, na samem otoku pa je veliko dreves in majhnih rastlin. Ni odprt za javnost. Ob otoku je v vodi postavljen vodnjak. Na številnih demonstracijah je bil otok zaseden, na otoku pa so bili izobešeni transparenti.

## Danes
Danes na Hofvijver na zahodu meji Buitenhof, do 19. stoletja pa so na to stran mejile hiše. Ribnik je obkrožen z dokaj visokimi pomoli, vendar je na nekaterih mestih zelo plitev. Leta 2004 so bila zgrajena podvodna vrata, ki so zagotovila, da nihče ne more priplavati do kabineta predsednika vlade, ne da bi ga zaznali. Njegova pisarna, Torentje ("Mali stolp"), meji na Hofvijver, saj se nahaja na Binnenhofu.
Na bregu nasproti Binnenhofa (Lange Vijverberg) je kip Jantje (Mali Janez), ki kaže na Binnenhof. 'Jantje' se verjetno nanaša na Janeza I., grofa Holandskega, ki je umrl v starosti 15 let, in je predstavljen v dobro znani nizozemski otroški pesmi o Haagu.
Poleg Vijverberga se nahaja več muzejev, kot so Mauritshuis, Gevangenpoort (vrata zapora), Haaški zgodovinski muzej in galerija princa Wiljema V.